# راؤول تورو فوينزاليدا
راؤول تورو فوينزاليدا (بالإسبانية: Raúl Toro Fuenzalida)‏ هو لاعب كرة قدم ومدرب كرة قدم تشيلي في مركز الوسط، ولد في 24 يونيو 1954 في سانتياغو في تشيلي. لعب مع ديبورتيس كولتشاغوا وديبورتيس ميليبيلا وكوريكو يونيدو وهواتشيباتو ويونيون إسبانيولا.